# Anna Kleman
Anna Sofia Kleman, född 24 november 1862 i Karlskrona amiralitetsförsamling, död 8 april 1940 i Skeppsholms församling i Stockholm, var en svensk försäkringstjänsteman, mest känd för ideellt arbete för kvinnlig rösträtt och fredsarbete under första världskriget. Hon blev invald i Sällskapet Nya Idun 1907. Kleman var ledare för den svenska delegationen vid Haag-konferensen 1915. Hon satt i Rädda barnens styrelse från dess bildande 1919 och blev sedan ordförande.

## Biografi
Anna Klemans föräldrar var kommendörkaptenen Carl Kleman och Augusta, född Grahm (1825–1904). Hon hade en syster Ellen Kleman, som var redaktör för tidningen Hertha, ytterligare en syster samt tre halvbröder. Kleman flyttade till Stockholm och började arbeta på försäkringsbolaget Thule 1895.
Kleman dog i april 1940 på vattenkuranstalten i Tranås.

## Kvinnors rösträtt
Kleman var sekreterare i föreningen Studenter och Arbetare 1903–1906. Från 1906 var hon styrelseledamot i Landsföreningen för kvinnans politiska rösträtt (LKPR). 1907 blev hon invald i sällskapet Nya Idun som startats av Ellen Key. 1911 ägde en internationell rösträttskongress rum i Stockholm och Kleman hälsade deltagarna välkommen.

## Fredsambassadör

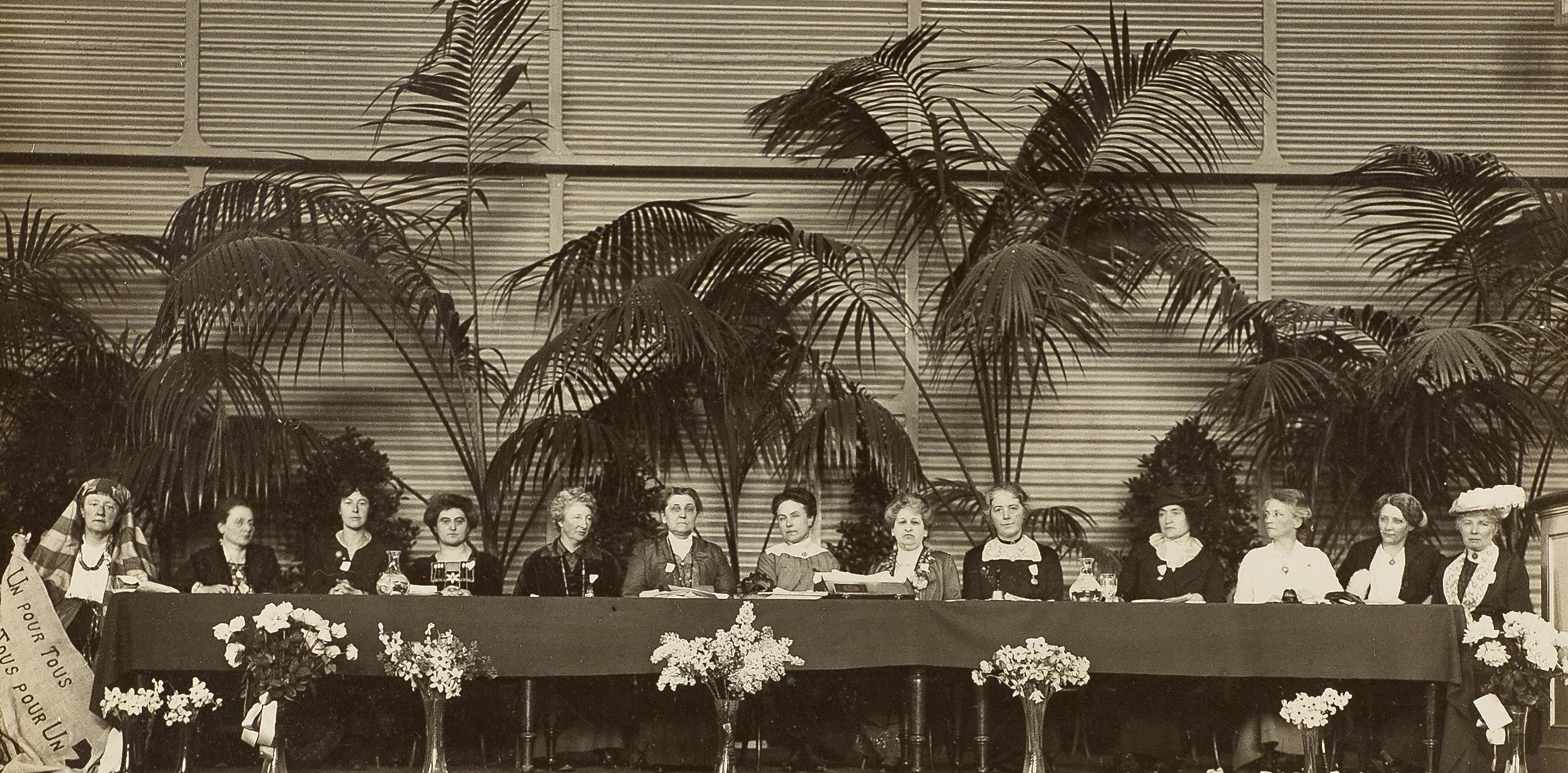
Haag konferensen 1915, från vänster:1. Lucy Thoumaian - Armenien, 2. Leopoldine Kulka – Österrike, 3. Laura Hughes - Kanada, 4. Rosika Schwimmer - Ungern, 5. Anita Augspurg - Tyskland, 6. Jane Addams - USA, 7. Eugenie Hanner, 8. Aletta Jacobs - Nederländerna, 9. Chrystal Macmillan - UK, 10. Rosa Genoni - Italien, 11. Anna Kleman - Sverige, 12. Thora Daugaard - Danmark, 13. Louise Keilhau – Norge

Kleman var en aktiv fredskämpe, ordförande i Internationella kvinnoförbundet för fred och frihet (IKFF) mellan 1915 och 1918 och medlem i International Council of Women. Vid Haag-konferensen 1915 var hon en av 12 deltagare i och hade utsetts att leda den svenska delegationen.
Kleman deltog också i Fredskonferensen i Zürich 1919 och blev inbjuden till ICW:s kongress i Washington, D.C. 1925. Hon rapporterade från sina resor i tidskriften Hertha.

### Rädda barnen
Under kriget dog hundratusentals barn i svält och Kleman engagerade sig i deras situation. Hon blev medlem i Rädda barnens styrelse när organisationen bildades 1919 och senare blev hon dess ordförande.

### Senare liv

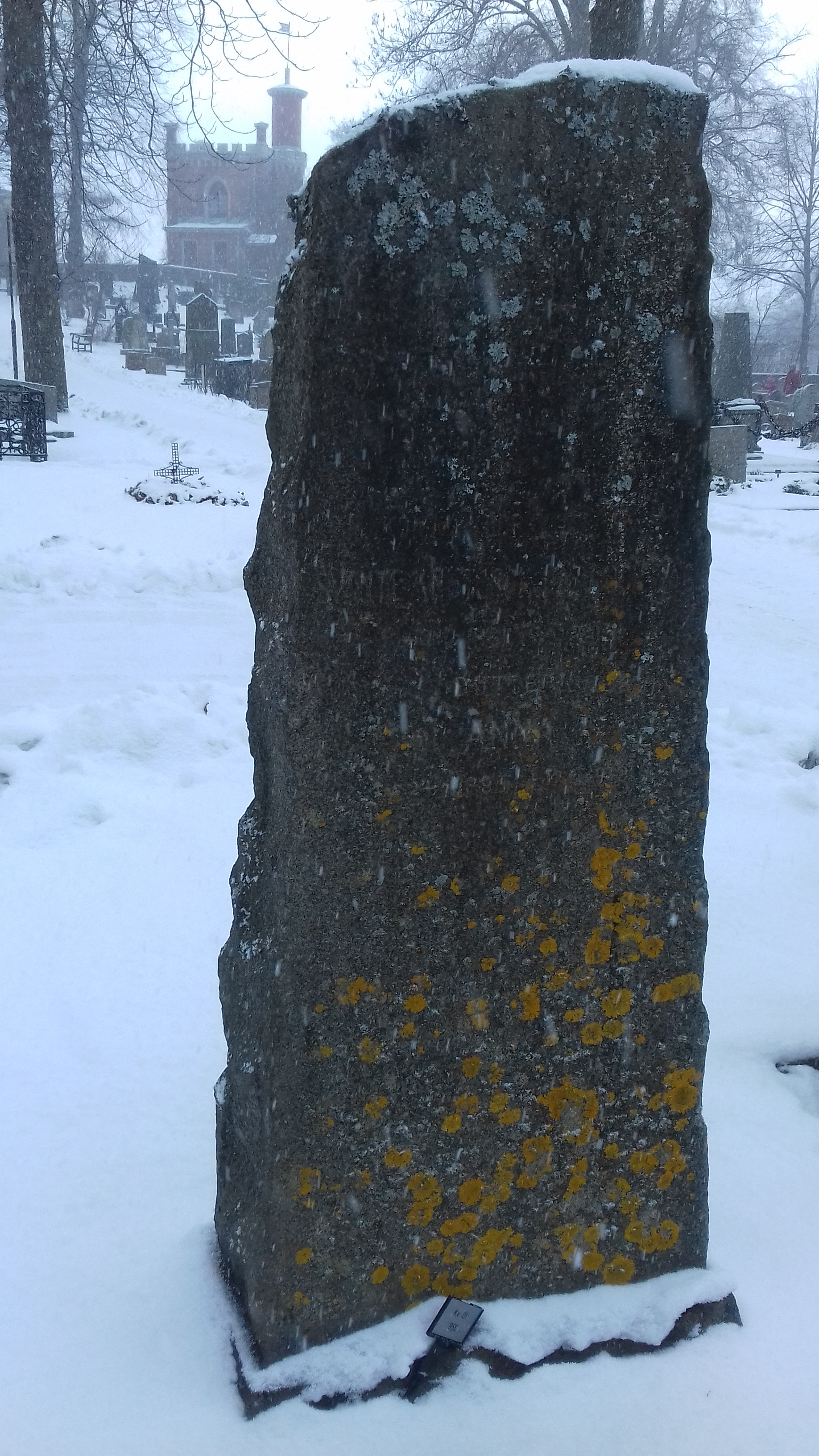
Anna Klemans grav

På 1930-talet bodde Kleman hos sin syster Ellen och Klara Johanson på Valhallavägen i Stockholm. 1936 fick hon svårt att gå i trappor och flyttade till pensionat Windsor. Några år senare vistades hon på Tranås kuranstalt och dog i april 1940. Hon är gravsatt i familjegraven på Galärvarvskyrkogården i Stockholm.